# Micrococcus luteus
Micrococcus luteus es una especie de bacteria gram positiva. Se trata de una bacteria saprofita, de la familia de las Micrococcaceae.
Posee una morfología de coco (esférico) y una agrupación en tétradas. Es ureasa negativa y catalasa positiva, lo que significa que tiene la capacidad de degradar la urea y el peróxido de hidrógeno. Micrococcus luteus es una bacteria aerobia obligada (no puede vivir sin oxígeno), que puede ser encontrada en la tierra, polvo, agua y aire, formando parte de la microbiota bacteriana de la piel de los mamíferos. Alexander Fleming descubrió que esta bacteria es muy sensible a la lisozima.[cita requerida]